# Salariat

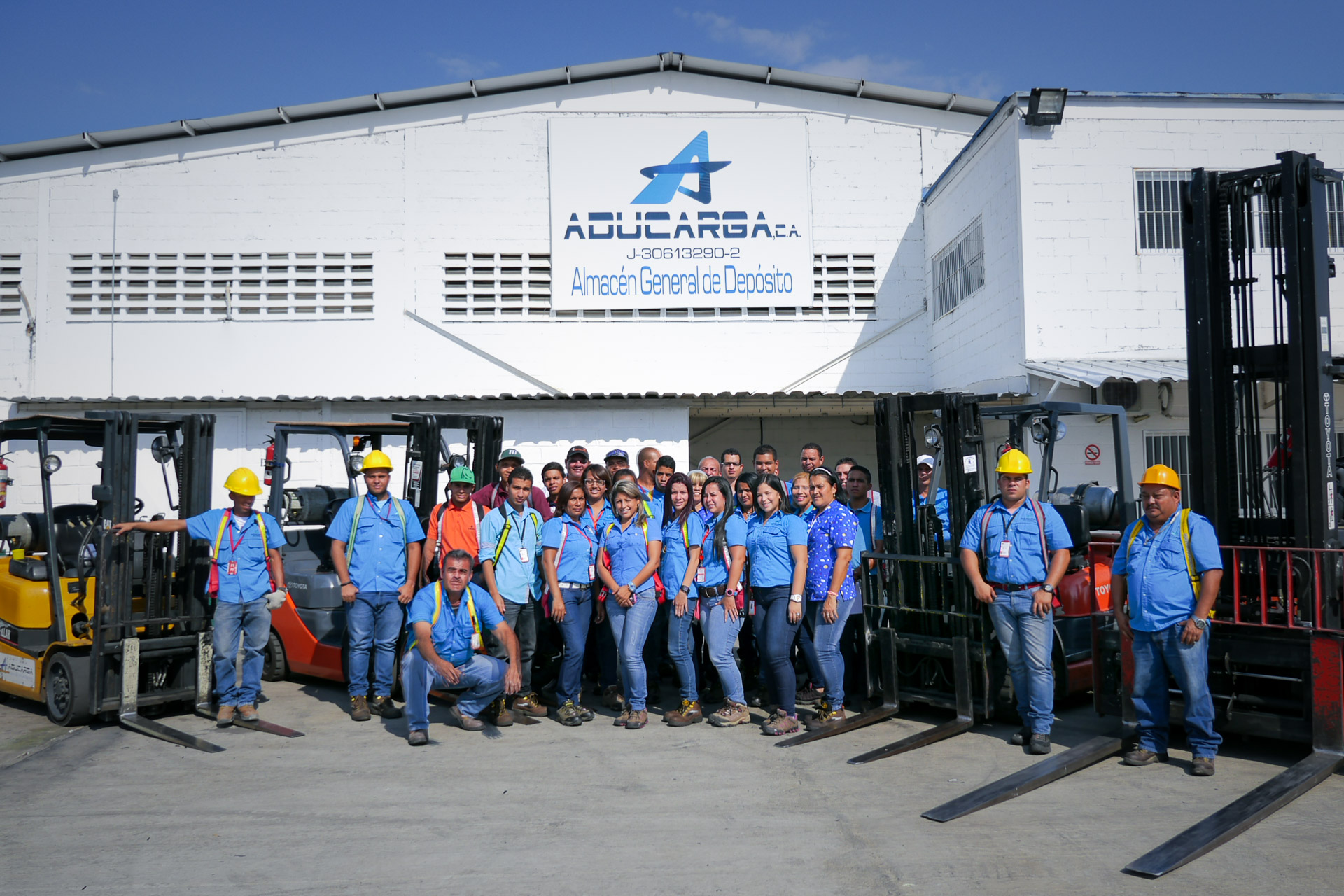
Des salariés d'une entreprise panaméenne d'import-export et leur patron.

Le salariat est une relation économique et sociale entre un travailleur et un employeur, où le travailleur vend sa force de travail dans le cadre d'un contrat de travail formel ou informel, dans le but d'engendrer un profit pour l'employeur. En échange de son salaire, les produits du travail réalisés par l'employé demeurent la propriété de l'employeur.

## Droit français
Une personne peut devenir salariée, qu'elle soit demandeur d'emploi ou pas, en étant recrutée soit par sa démarche active, à la suite d'une recherche d'emploi, soit passivement, à la suite d'une offre d'emploi d'un chasseur de têtes.
Un contrat de travail (CDI, CDD, Apprentissage, Intérim) négocié entre le futur cadre, employé ou ouvrier salarié et l'employeur définit les droits et devoirs qu'ils ont chacun l'un envers l'autre.
Il peut y avoir des périodes d'essais de durée variables en fonction de la nature de l'emploi et qui ne sont pas obligatoires qui permettent à l'employeur de s'assurer que le salarié embauché convient au poste.
Le droit du travail donne un cadre légal à cette relation humaine et relation économique.
Le salarié a le droit de démissionner sans avoir à justifier cette décision. Pour démissionner, le salarié a l'obligation légale de prévenir son employeur ; une démission constituant une rupture du contrat de travail.
Devant l’augmentation du travail atypique à la suite de la flexibilisation des économies occidentales et à l’émergence des plateformes de travail numériques, plusieurs auteurs mettent en cause la pertinence du salariat comme forme dominante des transformations à venir. D’autres, par contre, considèrent que le salariat représente le cadre dans lequel s’opèrent les grandes transformations technologiques actuelles et qu’il constitue toujours un concept pertinent pour analyser les transformations contemporaines du monde du travail.

### Statistiques en France
| Année | Salariés | Non salariés |
| ----- | -------- | ------------ |
| 2007  | 86,0     | 14,0         |
| 2008  | 86,6     | 13,4         |
| 2009  | 85,7     | 14,3         |
| 2010  | 85,0     | 15           |
| 2011  | 88,4     | 11,6         |
| 2012  | 88,5     | 11,5         |
| 2013  | 88,8     | 11,2         |
| 2014  | 88,5     | 11,5         |
| 2015  | 88,5     | 11,5         |
| 2016  | 88,2     | 11,8         |
| 2017  | 88,4     | 11,6         |
| 2018  | 88,3     | 11,7         |
| 2019  | 87,9     | 12,1         |
| 2020  |          |              |

Pour des raisons techniques, il est temporairement impossible d'afficher le graphique qui aurait dû être présenté ici.

## Droit québécois
En droit québécois, la définition du mot salarié va varier selon le contexte juridique et la loi applicable. Si le contexte réfère au droit des rapports individuels du travail, la Loi sur les normes du travail a sa propre définition de salarié. Si la situation concerne le droit des rapports collectifs du travail, le Code du travail définit le statut de salarié de façon particulière. Les règles générales sur le contrat de travail et le lien de subordination se trouvent quant à elles dans le Code civil du Québec.